# Kurt Horedt
Kurt Horedt (n. 30 martie 1914, Sibiu, Austro-Ungaria – d. 19 decembrie 1991, München, Bavaria, Germania) a fost un istoric sas din Transilvania, specialist în Preistorie și istorie antică.
Născut dintr-o familie de sași transilvăneni la 30 martie 1914, la câteva luni înainte de izbucnirea Primului Război Mondial, Kurt Horedt a absolvit cursurile secundare în orașul natal frecventând ulterior cursurile universitare la Cluj, obținând licența în istorie în anul 1936. Apoi a plecat în Germania, unde a studiat Preistorie și istorie antică la Leipzig, Kiel și Bonn, unde a luat doctoratul în 1939 sub îndrumarea lui Kurt Tackenberg.
Tema lucrării de doctorat a fost cultura Wietenberg (germ. Wietenbergkultur), al cărei nume fusese dat de bunicul său, Carl Seraphin, după numele locului de lângă Sighișoara unde făcuse săpături arheologice.
A profesat o vreme la Muzeul Național Brukenthal din Sibiu din Sibiu (unde a regăsit celebrul donariu de la Biertan), apoi la Univesitatea din Cluj, în calitate de doctor docent în istorie. Pe lângă studiile de Preistorie, a trebuit să întreprindă și studii privind Evul Mediu timpuriu, deoarece presiunile politice îi cereau studii despre slavi. În anii 1968-1969 Horedt a condus săpăturile arheologice de la Apahida, unde a descoperit al doilea mormânt al unei căpetenii gepide, din vremea migrației popoarelor.
În anul 1981 a emigrat în Germania de Vest (RFG), unde a devenit membru al Institutului Arheologic German.
A avut contribuții importante la cercetarea mileniului I în Transilvania și a fost preocupat de problemele Epocii Bronzului, fiind unul dintre creatorii școlii moderne de arheologie din țară.

## Lucrări
- 1941 Völkerwanderungszeitliche Funde aus Siebenbürgen (Descoperiri arheologice din vremea migrației popoarelor în Transilvania).
- 1941 Eine lateinische Inschrift des 4. Jahrhunderts aus Siebenbürgen (O inscripție latină din sec. IV în Transilvania), Ed. Cartea Românească din Cluj, Sibiu, 1941, în: Anuarul institutului de studii clasice (AISC), vol. 4 (1941-1942)
- 1958 Untersuchungen zur Frühgeschichte Siebenbürgens (Cercetări privind istoria veche a Transilvaniei), București
- 1958 Contribuții la Istoria Transilvaniei, Sec. IV-XIII, Ed. Academiei, București
- 1972 (în colaborare cu Dumitru Protase): Das zweite Fürstengrab von Apahida (Siebenbürgen) [Al doilea mormânt princiar din necropola de la Apahida], în: Germania 50 (1972), p. 174–220;
- 1979 Morești. Grabungen in einer vor- und frühgeschichtlichen Siedlung in Siebenbürgen, vol. 1, Kriterion Verlag, Bukarest
- 1982 Siebenbürgen in spätrömischer Zeit (Transilvania în epoca romană târzie), Editura Kriterion, București
- 1984 Morești. Grabungen in einer mittelalterlichen Siedlung in Siebenbürgen , vol. 2, Bonn (după emigrare)
- 1986 Siebenbürgen im Frühmittelalter (Transilvania în Evul Mediu timpuriu), Bonn
- 1988 Das frühmittelalterliche Siebenbürgen: ein Überblick, Innsbruck, ISBN 3-85373-103-1; ISBN 978-3-85373-103-1